# 재즈 (트랜스포머)
•재즈
```

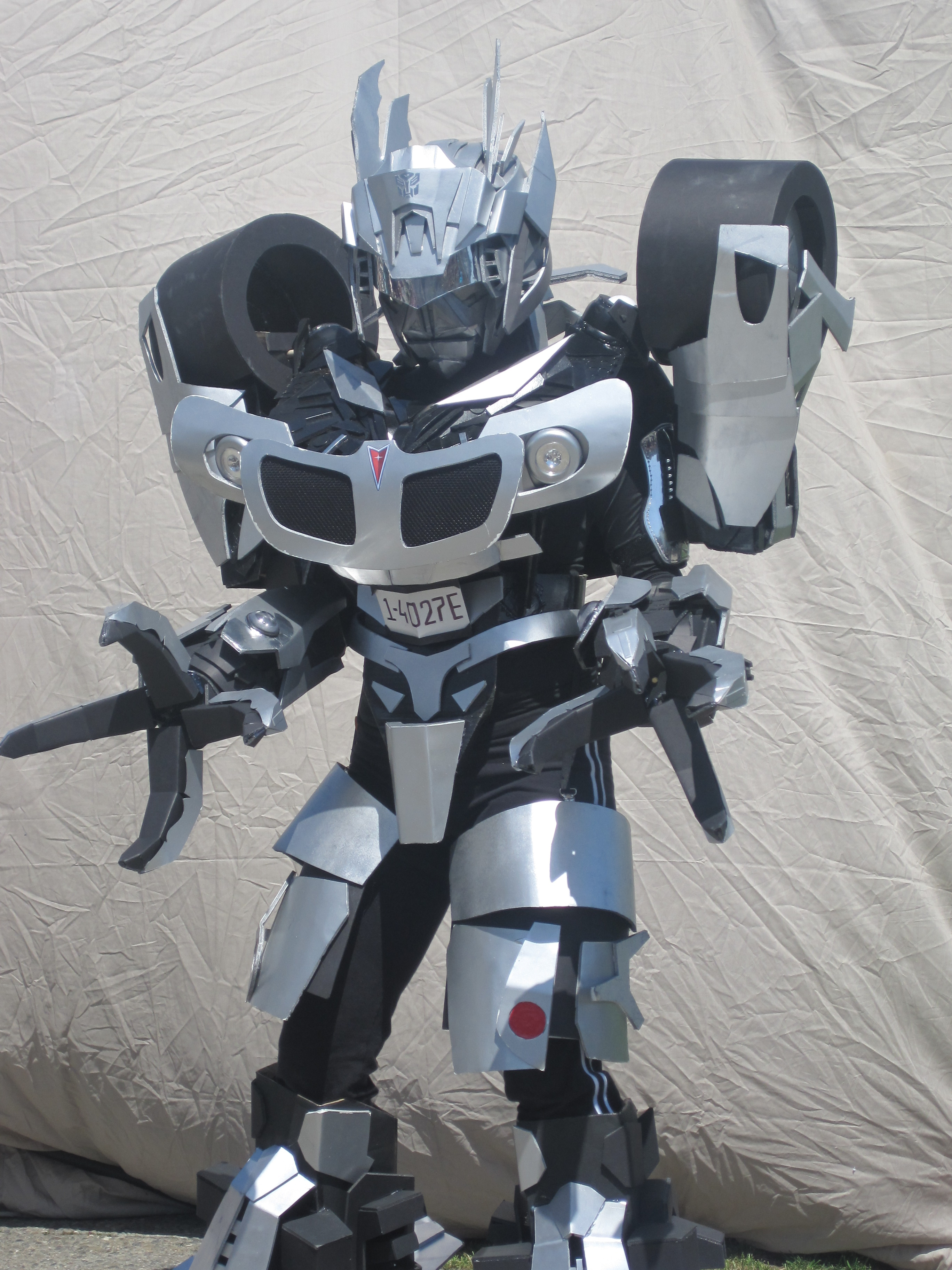

                                  영화 트랜스포머 1(2007)에서 나온 오토봇이며 어느 자동차 판매장에서 등장하고 음악을 좋아하며 묘기를 잘 부린다 무기를 보면 방패와 총이 하나로 되어있다. 디셉디콘 리더 
메가트론
에게 끌려가 몸이 두 조각으로 찢겨 죽었다. 
재즈:"내 조각을 원해? 하나 줄까?" 메가트론: "아니, 두 조각이 좋겠군!"
```

## 상세
원작 세계관 애니메이션 에서는 포르쉐 935 터보로 변형한다. 실사영화 세계관에서는 GM의 폰티악 솔스티스로 변형하며 위트한 성격이다. 얼라인드 세계관에서는 수사관으로 등장하며 트랜스포머: 폴 오브 사이버트론에서 클리프점퍼와 함께 실종된 그림록을 수색하였으며, 아크를 타고 사이버트론 탈출을 할 때 제트파이어와 함께 브루티커스를 날려버린다. 이후 트랜스포머 프라임 속편인 트랜스포머 로봇 인 디스가이즈에서 등장한다.

## 성우
- 트랜스포머 G1 - 스캣맨 크로더스
- 트랜스포머 2007 - 다리우스 맥크래리
- 트랜스포머 애니메이티드 - 필 라마
- 트랜스포머: 폴 오브 사이버트론 - 트로이 베이커